# Vestfjarðargöng

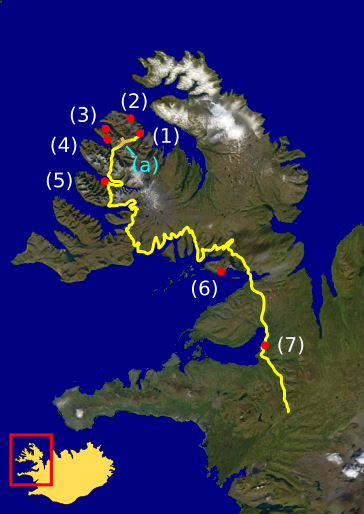
De Vestfjarðarvegur met:
(1) Ísafjörður, (2) Bolungarvík, (3) Suðureyri, (4) Flateyri, (5) Þingeyri, (6) Reykhólar, (7) Búðardalur, (a) Vestfarðargöng

De Vestfarðargöng is een tunnel in het noordwesten van IJsland waar de Vestfjarðarvegur (met wegnummer 60) doorheen loopt. Onder de Botnsheiði- en Breiðadalsheiði-hoogvlakten heeft men van 1991 tot 1995 een tunnelcomplex gegraven, dat in 1996 is opgeleverd. 
Op twee kilometer afstand van de noordelijke tunnelingang, even ten zuiden van Ísafjörður, splitst de tunnel zich. Een 3 kilometer lange arm loopt richting Suðureyri aan de Súgandafjörður, het andere 4 kilometer lange tunneldeel gaat naar de Önundarnfjörður met daaraan gelegen Flateyri, waarna de weg vervolgens naar Þingeyri loopt. In de tunnel zijn passeermogelijkheden aangelegd om kruisend verkeer af te kunnen handelen. Het verkeer dat de tunnel uit rijdt moet daarbij het tegemoetkomende verkeer voorrang verlenen. De meest noordelijke arm is dubbelbaans uitgevoerd, beide andere delen zijn enkelbaans. De totale lengte van de tunnel is ruim 9,12 kilometer, waarmee de Vestfarðargöng de langste tunnel van IJsland is.
Aan de andere kant van Ísafjörður ligt aan de doorgaande weg IJslands eerste en kortste tunneltje, de Arnarnessgöng.

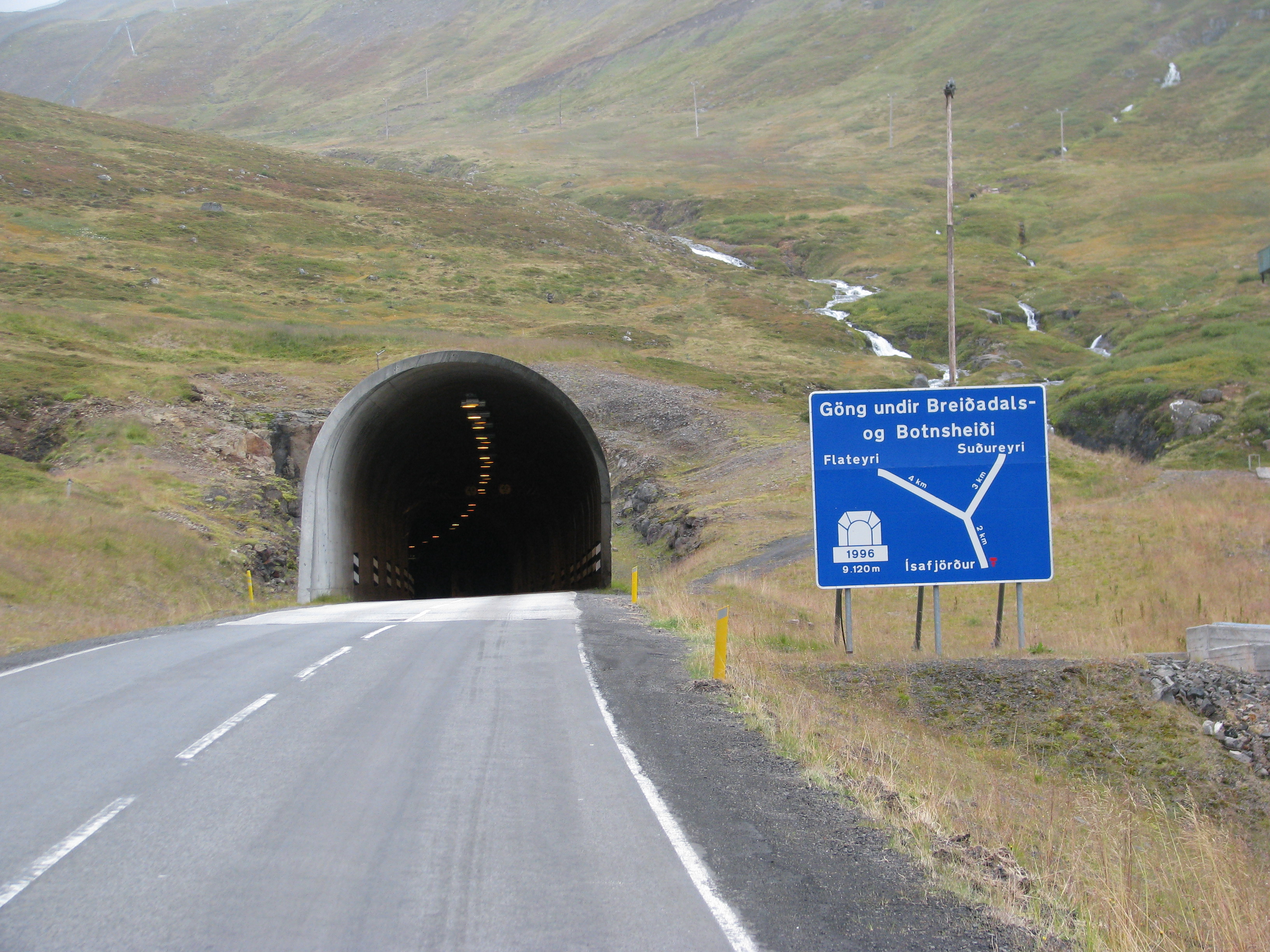
Noordelijke ingang van de Vestfjarðargöng.
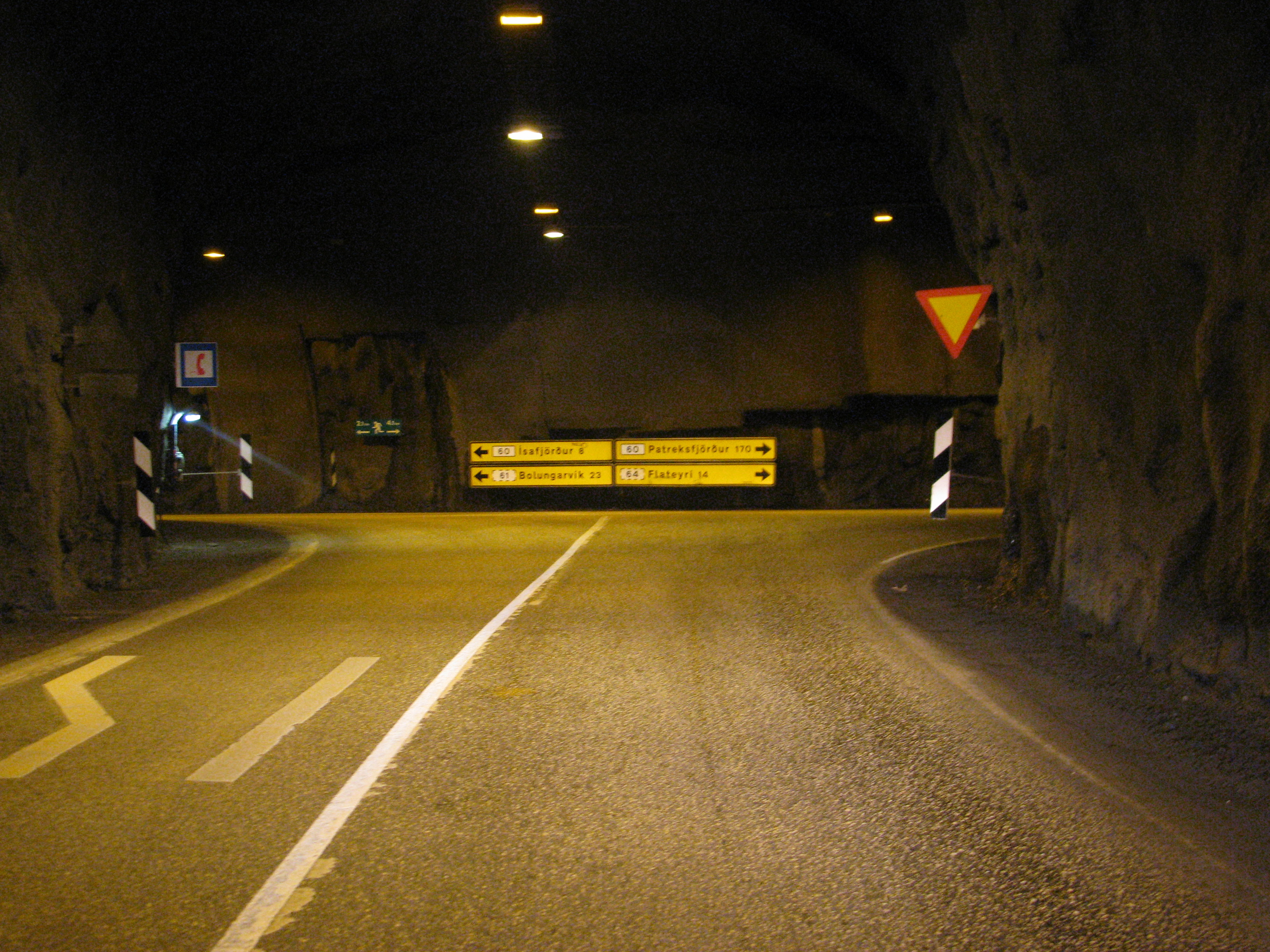
Splitsing in de Vestfjarðargöng.